# 国民议会 (佛得角)
14°54′22″N 23°30′55″W / 14.906083°N 23.515376°W
国民议会（葡萄牙語：Assembleia Nacional）是佛得角共和国的国家立法机关，设立于1975年8月，位于该国首都普拉亚近郊，原称“佛得角国家人民议会”，1991年9月改用现名。
国民议会实行一院制，共由72名议员组成，每届议会任期5年。现任国民议会議員于2021年4月議會選舉產生，议会主席是奧斯特利諾‧塔瓦雷斯‧科雷亞。

## 外部連結
- Official site（页面存档备份，存于） （葡萄牙文）